# 2000 متر
2000 متر مسافة ألعاب قوى غير أولمبية ونادرا ما يتم اعتمادها في إحدى التظاهرات لألعاب القوى.
تندرج المسافة ضمن المسافات المتوسطة التي تندرج ضمنها أيضا مسافة 800 متر و1500 متر.

## الرقم القياسي
الرقم القياسي للمسافة بحوزة العداء المغربي هشام الكروج بتوقيت 4 دقائق 44 ثانية 79 منذ سنة 1999
بينما الرقم القياسي للسيدات بحوزة العداءة الأيرلندية سونيا أوسوليفان بتوقيت 5 دقائق 25 ثانية 36 منذ سنة 1969

## وصلات خارجية
- (بالإنجليزية) الأرقام القياسية لمسافة 2000 متر على الموقع الرسمي للإتحاد الدولي لألعاب القوى